# Jacobijeva enakost
Jacobijeva enákost ali ~ identitéta je v matematiki lastnost binarne operacije, ki določa kako se za dano operacijo obnaša vrstni red računanja. Z razliko od asociativnih operacij je vrstni red računaja pomemben za operacije, za katere velja Jacobijeva enakost. Enakost se imenuje po Carlu Gustavu Jakobu Jacobiju.

## Definicija
Za binarno operacijo * na množici S, ki ima komutativno binarno operacijo {\displaystyle +}, velja Jacobijeva enakost, če velja:
{\displaystyle a*(b*c)+c*(a*b)+b*(c*a)=0\quad {\hbox{za vse}}\ a,b,c\in S\!\,.}
Liejeve algebre so osnovni primeri algeber, za katere velja Jacobijeva enakost. Poudariti je potrebno, da lahko za algebro Jacobijeva enakost velja, algebra pa ni antikomutativna.